# 愛愁
『愛愁』（あいしゅう）は、1987年12月5日に発売された柏原芳恵のオリジナル・アルバム。

## 概要
29枚目のシングル「冬の孔雀」とそのB面曲「他人」を含む全10曲を収録。歌謡曲の傑作アルバムとも評される1枚となっている。
2018年9月26日には、ユニバーサルミュージックより紙ジャケット仕様でSHM-CDが発売された。

## 収録曲

### LP

#### Side A
1. 冬の孔雀
作詞：阿久悠　作曲：三木たかし　編曲：若草恵
  - 29枚目のシングルA面曲。
2. さよならの刺激
作詞：来生えつこ　作曲：来生たかお　編曲：清水信之
3. ベイエリア・ホテル
作詞：ちあき哲也　作曲：吉見明宏　編曲：若草恵
4. 愛を知るまで眠らせないで
作詞：阿久悠　作曲：林哲司　編曲：萩田光雄
5. 白夜の国へ
作詞：澤地隆　作曲：Frankie.T　編曲：若草恵

#### Side B
1. つめ
作詞：阿久悠　作曲：三木たかし　編曲：若草恵
2. 六本木の赤い月
作詞：阿久悠　作曲：三木たかし　編曲：若草恵
3. 火遊び
作詞：阿久悠　作曲：山崎稔　編曲：青木望
4. 花咲けども
作詞：来生えつこ　作曲：来生たかお　編曲：清水信之
5. 他人
作詞：阿久悠　作曲：三木たかし　編曲：若草恵
  - 「冬の孔雀」のB面曲。

### CD・SHM-CD
1. 冬の孔雀
2. さよならの刺激
3. ベイエリア・ホテル
4. 愛を知るまで眠らせないで
5. 白夜の国へ
6. つめ
7. 六本木の赤い月
8. 火遊び
9. 花咲けども
10. 他人